# James Edward Grant
Pour les articles homonymes, voir Grant.
James Edward Grant est un scénariste, producteur et réalisateur américain né le 2 juillet 1905 à Illinois (États-Unis), mort le 19 février 1966 à Burbank (Californie).

## Filmographie

### comme scénariste
- 1936 : Grand Jury
- 1937 : The Women Men Marry (en)
- 1937 : Charmante Famille (Danger-Love at Work) d'Otto Preminger
- 1938 : Josette d'Allan Dwan
- 1938 : C'était son homme (We're Going to Be Rich), de Monty Banks
- 1939 : There's That Woman Again
- 1939 : Miracles à vendre (Miracles for Sale)
- 1940 : Musique dans mon cœur (Music in my heart)
- 1942 : Johnny, roi des gangsters (Johnny Eager)
- 1942 : Madame veut un bébé (The Lady is willing)
- 1942 : À nous la marine (Call Out the Marines)
- 1944 : La Belle de l'Alaska (Belle of the Yukon) de William A. Seiter
- 1945 : The Great John L.
- 1947 : L'Ange et le Mauvais Garçon (Angel and the Badman)
- 1949 : Iwo Jima (Sands of Iwo Jima)
- 1949 : L'Homme de main (Johnny Allegro) de Ted Tetzlaff
- 1950 : Les Cinq Gosses d'oncle Johnny (Father is a Bachelor) d'Abby Berlin et Norman Foster
- 1950 : Mississippi-Express (Rock Island Trail)
- 1950 : Cœurs enflammés (Surrender)
- 1950 : La Ruée vers la Californie (California Passage)
- 1951 : La Dame et le Toréador (Bullfighter and the Lady), de Budd Boetticher
- 1951 : Two of a Kind
- 1951 : Les Diables de Guadalcanal (Flying Leathernecks)
- 1952 : Big Jim McLain
- 1953 : Un homme pas comme les autres (Trouble Along the Way)
- 1953 : Hondo, l'homme du désert (Hondo)
- 1954 : Les Géants du cirque (Ring of Fear)
- 1956 : La Dernière Caravane (The Last Wagon)
- 1957 : Terre sans pardon (Three Violent People)
- 1958 : La Vallée de la poudre (The Sheepman)
- 1958 : Le Barbare et la geisha (The Barbarian and the Geisha)
- 1960 : Alamo (The Alamo)
- 1961 : Les Comancheros (The Comancheros)
- 1963 : Le Grand McLintock (McLintock)
- 1963 : La Taverne de l'Irlandais (Donovan's Reef)
- 1964 : Le Plus Grand Cirque du monde (Circus World)
- 1967 : Hondo (Hondo) (série TV)
- 1971 : Tueur malgré lui (Support Your Local Gunfighter)

### comme producteur
- 1945 : The Great John L.

### comme réalisateur
- 1947 : L'Ange et le Mauvais Garçon (Angel and the Badman)
- 1954 : Les Géants du cirque (Ring of Fear)